# Villemaur-sur-Vanne

Villemaur-sur-Vanne este o comună în departamentul Aube din nord-estul Franței. În 1 ianuarie 2018 avea o populație de 484 de locuitori.